# Блохичі
Бло́хичі (рос. Блохичи) — присілок у складі Даровського району Кіровської області, Росія. Входить до складу Даровського міського поселення.
Населення становить 9 осіб (2010, 8 у 2002).
Національний склад станом на 2002 рік — росіяни 100 %.